# Amaurobius crassipalpis
Espèce
Synonymes
- Amaurobius tessinensis Dresco, 1977

Amaurobius crassipalpis est une espèce d'araignées aranéomorphes de la famille des Amaurobiidae.

## Distribution
Cette espèce se rencontre en Italie, en Suisse et en Allemagne.

## Publication originale
- Canestrini & Pavesi, 1870 : Catalogo sistematico degli Araneidi italiano. Archivi per la Zoologia Anatomia e Fisiologia Bologna, vol. 2, p. 60-64 & p. 1-44.